# 雷克·萊爾頓
小理查·羅素·「雷克」·萊爾頓（英語：Richard Russell "Rick" Riordan, Jr.，1964年6月5日—） ，是一個美國作者，聞名於寫作神話小說系列《波西傑克森》。
萊爾頓的作品被翻譯到42種語言，他的書單單在美國就售出超過3000萬本。他的《波西傑克森》系列是世界上暢銷的小說系列之一，在全球售出1億8000萬本。
萊爾頓曾經以小說《波西傑克森—神火之賊》和《波西傑克森—妖魔之海》榮獲密蘇里州的馬克吐溫獎。這兩本波西傑克森系列小說都被二十世紀影業改編為同名電影，而他本人沒參與製作。目前，萊爾頓在波西傑克森 (電視劇)中擔任執行製作人和共同創造者，該劇於2023年在Disney+播出。萊爾頓的其他書也催生了其他相關媒體作品，如圖像小說和短篇小說集。

## 生平
萊爾頓早期是一位英文老師及小提琴演奏家，從事教職達十五年之久，對於青少年校園生活及教育識題有相當程度的了解和熱情。他同時有兩個孩子，兒子也是《波西傑克森系列》的重要推手。
雷克·萊爾頓喜歡在兩個孩子睡前講希臘神話故事。開始構思波西的故事是在2004年，靈感的產生是源自他的兒子海利。海利被診斷出患有注意力不足過動症和誦讀困難，這啟發了萊爾頓創作出同為過度活躍和閱讀障礙的主角波西·傑克森 (小說角色)，說明這些症狀是半神與生俱來的“戰鬥反應”。他的兒子海利·萊爾頓目前也開始寫小說，曾幫《混血人日記》《The Demigod Diaries》一書寫了一篇短篇小說《魔法之子》，內容環繞希臘魔法女神黑卡蒂的兒子與怪物拉米亞的作戰。

## 作品

### 混血營編年史

#### 波西傑克森系列
- 《波西傑克森—神火之賊》－出版日期：2005年6月28日（已有改編電影： 波西傑克森：神火之賊）－上映日期:2010年2月12日
- 《波西傑克森—妖魔之海》－出版日期：2006年4月1日（已有改編電影： 波西傑克森：妖魔之海）－上映日期:2013年8月16日
- 《波西傑克森—泰坦魔咒》－出版日期：2007年5月1日
- 《波西傑克森—迷宮戰場》－出版日期：2008年5月6日
- 《波西傑克森—終極天神》－出版日期：2009年5月5日
- 《波西傑克森—眾神的聖杯（英语：The Chalice of the Gods）》－出版日期：2023年9月26日[8]

#### 其他作品
- 《波西傑克森：終極指南》－出版日期:2009年1月19日
- 《波西傑克森：機密檔案》－出版日期:2013年4月1日
- 《Demigods and Monsters》－出版日期:2009年2月11日
- 《波西傑克森：希臘天神報告》－出版日期:2015年1月26日
- 《波西傑克森：希臘英雄報告》－出版日期:2016年1月29日
- 《波西傑克森：烈日星辰》－出版日期:2023年9月1日 ISBN 978-626-361-209-9

以下為與埃及守護神系列合作的作品
- 《索貝克之子》(The Son of Sobek) －出版日期: 2014年2月1日
- 《塞瑞比斯權杖》(The Staff of Serapis)  －出版日期：2014年10月1日 ISBN 978-957-32-7498-8
- 《托勒密王冠》(The Crown of Ptolemy) －出版日期: 2015年10月1日

#### 混血營英雄系列
此系列為《波西傑克森》系列的續集。

#### 主要作品
- 《混血營英雄：迷路英雄》－出版日期:2010年10月12日
- 《混血營英雄：海神之子》－出版日期:2012年7月
- 《混血營英雄：智慧印記》－出版日期:2013年7月1日
- 《混血營英雄：冥王之府》－出版日期:2014年7月
- 《混血營英雄：英雄之血》－出版日期:2015年6月26日

#### 其他作品
- 《混血營英雄：混血人日記》－出版日期:2013年12月1日

#### 太陽神試煉系列
此系列為《混血營英雄》系列的續集。

#### 主要作品
- 《太陽神試煉：秘密神諭》－英文版在2016年5月3日發布，中文版於2017年1月20日出版。
- 《太陽神試煉：闇黑預言》－英文版在2017年5月2日發布，中文版於2018年1月26日出版。
- 《太陽神試煉：烈焰迷宮》－英文版在2018年5月1日發布，中文版於2019年1月27日出版。
- 《太陽神試煉：暴君之墓》－英文版在2019年9月24日發布，中文版於2020年1月15日出版。
- 《太陽神試煉：尼祿之塔》－英文版在2020年10月6日發布，中文版於2021年1月27日出版。

### 39條線索系列
- 《骨頭迷宮》《The 39 Clues Book 1:The Maze of Bones》－出版日期：2008年9月9日
- 《關鍵音符》
- 《偷刀賊》
- 《古墓謎蹤》
- 《神秘禁區》
- 《命運深淵》
- 《蛇蠍陷阱》
- 《帝皇密碼》
- 《風暴警告》
- 《最終試煉》
- 《Rise of the Vespers》(中文版未出版)

### 特雷斯·納瓦荷系列
- 《Big Red Tequila》－出版日期:1997年6月
- 《Widower's Two-Step》－出版日期:1998年6月
- 《The Last King of Texas》－出版日期:2000年1月
- 《The Devil Went Down to Austin》－出版日期:2001年6月
- 《Southtown》－出版日期:2004年4月
- 《Mission Road》－出版日期:2005年6月
- 《Rebel Island》－2007年8月

### 埃及守護神系列

#### 主要作品
- 《埃及守護神：紅色金字塔》－出版日期:2010年5月4日
- 《埃及守護神：火焰的王座》－出版日期:2012年1月15日
- 《埃及守護神：巨蛇的暗影》－出版日期:2012年12月26日

#### 其他作品
- 《The Red Pyramid: The Graphic Novel》－英文版在2012年10月2日發布。
- 《The Throne of Fire: The Graphic Novel》－英文版在2015年10月6日發布。
- 《The Serpent' Shadow: The Graphic Novel》－英文版在2017年10月3日發布。

- 《埃及守護神：終極指南》－中文版於2013年12月1日出版。
- 《埃及守護神：魔法師養成手冊》－英文版在2018年5月1日發布，中文版於2020年4月29日出版。

### 阿斯嘉末日系列

#### 主要作品
- 《阿斯嘉末日：夏日之劍》－英文版在2015年10月6日發布，中文版在2016年6月29日出版。
- 《阿斯嘉末日：雷神戰鎚》－英文版在2016年10月4日發布，中文版在2017年6月29日出版。
- 《阿斯嘉末日：幽冥之船》－英文版在2017年10月3日發布，中文版在2018年6月27日出版。

#### 其他作品
- 《阿斯嘉末日：瓦爾哈拉指南》－英文版在2016年8月16日發布，中文版在2018年10月27日出版。
- 《阿斯嘉末日：九個世界》－英文版在2018年10月2日發布，中文版在2019年10月30日出版。

- 《太陽神試煉：混血新兵事件簿》－英文版在2020年5月5日發布，中文版於2021年8月1日出版。

## 獲獎
截至目前為止，萊爾頓已經以《神火之賊》而獲得許多美國其他各州所成立的類似馬克吐溫獎的獎項殊榮，茲列如下： Beehive Award （猶他州）、 Mark Twain Award （密蘇里州）、Sunshine State Readers （佛羅里達州）、 Virginia Readers Choice Award （維吉尼亞州） Main Student Book Award （緬因州）、 Nene Award （夏威夷州）、 Sequoyah Award （奧克拉荷馬州）、 Nutmeg Award （康乃迪克州）、 Golden Sower Award （內布拉斯加州）、 Grand Canyon Readers Award （亞利桑納州）、 Rebecca Caudill Award （伊利諾州）、  Louisiana Young Readers Choice Award （路易西安納州）、PacificNorthwestYoung Readers Choice Award（由以下數州共同成立：蒙大拿州、奧勒岡州、華盛頓州及阿拉斯加州）、 South Carolina Junior Book Award（南卡羅萊納州）